# Amansie West
Amansie West är ett distrikt i Ghana.   Det ligger i regionen Ashantiregionen, i den södra delen av landet, 210 km nordväst om huvudstaden Accra. Antalet invånare är 114 521. Arean är 1 141 kvadratkilometer.
Terrängen i Amansie West är huvudsakligen platt, men den allra närmaste omgivningen är kuperad.